# The Black Pirates
The Black Pirates é um filme de aventura estadunidense-méxico-salvadorenho de 1954 dirigido por Allen H. Miner.

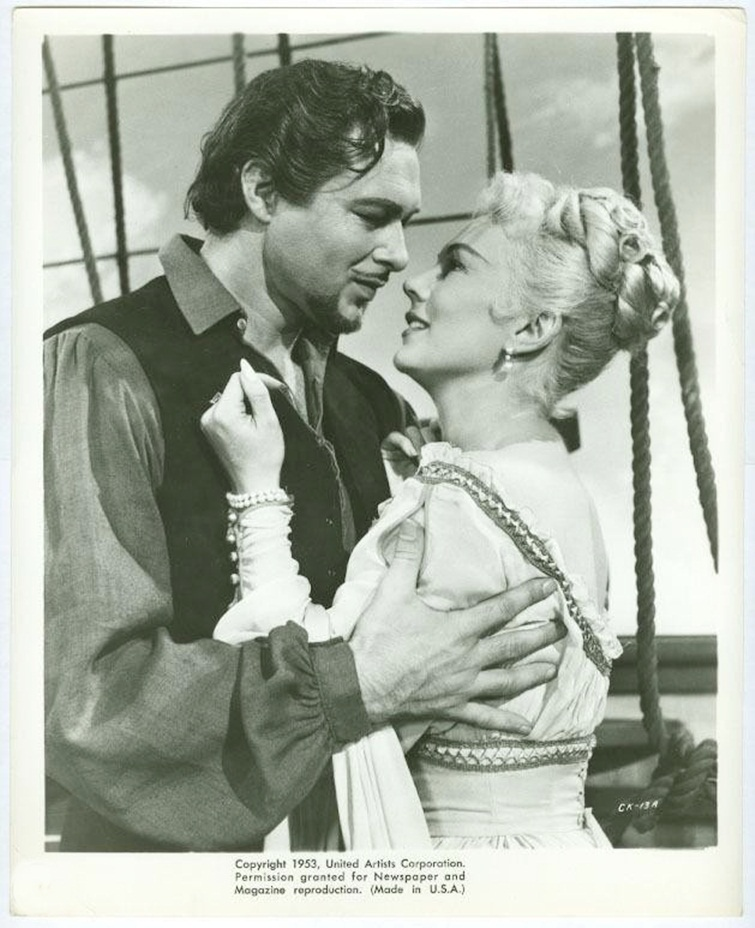
Anthony Dexter em The Black Pirates.

Conta a história de um bando de piratas percorrendo uma pequena cidade da América Central em busca de um tesouro enterrado. Foi dirigido por Allen H. Miner e produzido a partir de um roteiro escrito por Fred Freiberger e Al C. Ward baseado na história de Johnston McCulley.

## Elenco
- Anthony Dexter como Capitão Zargo
- Martha Roth como Juanita
- Lon Chaney Jr. como Padre Felipe (como Lon Chaney)
- Robert Clarke como Manuel Azaga
- Víctor Manuel Mendoza como Castro
- Toni Gerry como Carlotta Luisa Maria Viego
- Alfonso Bedoya como Garza
- Jorge Treviño como George Trevino